# Festival of Britain

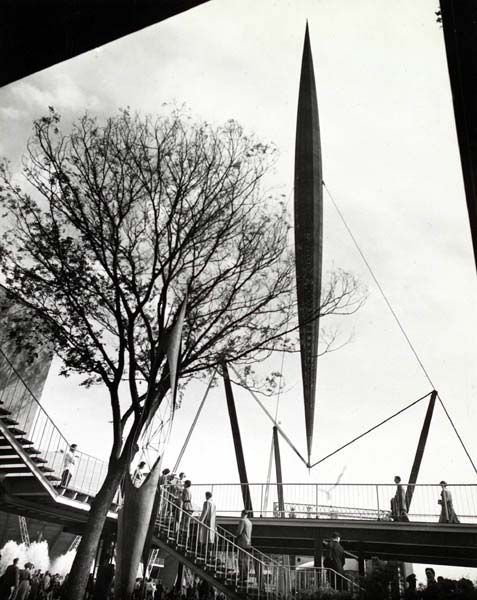
La Skylon tower al Festival of Britain, 1951

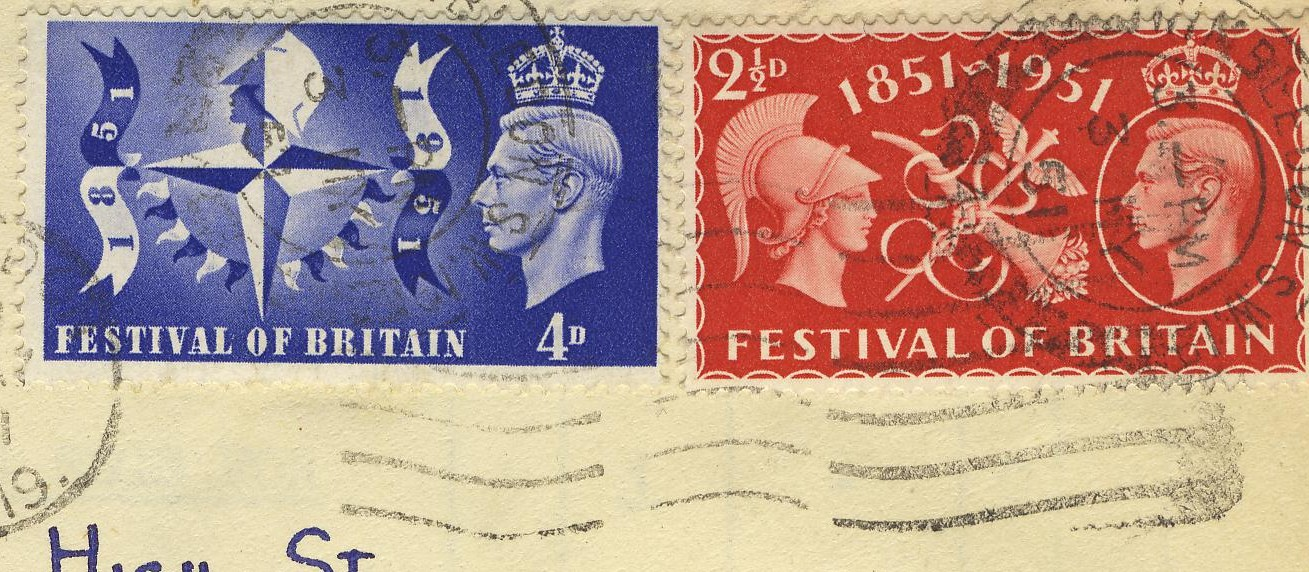
Francobolli commemorativi del Festival of Britain - si noti l'icona del Festival sul francobollo da 4p.

Il Festival of Britain fu un'esposizione nazionale che venne aperta a Londra e poi viaggiò per tutta la Gran Bretagna, nel maggio 1951. L'inaugurazione avvenne il 3 maggio  Il sito principale dell'esposizione si trovava a South Bank sulla sponda del Tamigi vicino a Waterloo Station. Altre esposizioni erano state approntate a Poplar  (architettura), South Kensington (scienze) e Kelvin Hall a Glasgow (industria). L'esposizione venne poi resa itinerante e fece il giro della Gran Bretagna per mare e per terra raggiungendo le seguenti località: Cardiff, Stratford-upon-Avon, Bath, Perth, Bournemouth, York, Aldeburgh, Inverness, Cheltenham, Oxford ed altri centri.
A quel tempo, subito dopo la fine della seconda guerra mondiale, la gran parte di Londra era ancora in rovina e la ricostruzione era un'urgente necessità. Il Festival fu un tentativo di dare ai cittadini britannici la certezza della ricostruzione abbinata all'idea di ricostruire delle città più moderne ed efficienti. Esso celebrò il centenario della Great Exhibition del 1851. Il deputato Herbert Morrison del Labour Party disse del Festival che era "un tonico per la nazione".